# 熊江琉唯
熊江琉唯，另譯名「熊江琉衣」（英語：Rui Kumae, 1995年4月17日—）是一位日本华人模特儿。

## 生平
1995年出生于四川，2004年随父母移民日本。2016年2月28日出席东京马拉松。同年3月19日被选为东京女孩展演第五期生。3月28日被选为PON!每周一气象预报员。2017年2月19日出席京都马拉松。